# 221 pr. n. št.
Stoletja: 4. stoletje pr. n. št. - 3. stoletje pr. n. št. - 2. stoletje pr. n. št.
Desetletja: 270. pr. n. št. 260. pr. n. št. 250. pr. n. št. 240. pr. n. št. 230. pr. n. št. - 220. pr. n. št. - 210. pr. n. št. 200. pr. n. št. 190. pr. n. št. 180. pr. n. št. 170. pr. n. št.
Leta: 226 pr. n. št. 225 pr. n. št. 224 pr. n. št. 223 pr. n. št. 222 pr. n. št. - 221 pr. n. št. - 220 pr. n. št. 219 pr. n. št. 218 pr. n. št. 217 pr. n. št. 216 pr. n. št.

## Dogodki
- dinastija Čin začne združevati Kitajsko
- začetek gradnje Kitajskega zida
- začetek četrte sirske vojne